# Palamède Tronc de Codolet
Palamède Tronc de Codolet (Salon-de-Provence, 1656-1722) est un auteur dramatique provençal d'expression occitane de la fin du XVIIe siècle ; il écrivit également des œuvres satiriques en français.

## LeTroumpo qu pooutet les manuscrit français
Tronc de Codolet est l'auteur d'une adaptation de Maître Pathelin en langue d'oc : Lei Fourbaries dau siecle, ou lou troumpo qu poout (soit "Les fourberies du siècle ou le trompe qui peut" - Lei Forbariás dau siècle, o lo trompa cu pòt, selon la norme classique, "[...] jouée en 1684 et imprimée seulement en 1757." selon Robert Lafont ; Bonafous nous donne le nom de l'éditeur, un certain Bernard, avocat de Salon. Son œuvre française fut divulguée par Bonafouns qui, sur un ton enthousiaste, pensa voir dans ses manuscrits un brillant élève de Boileau qui n'était alors connu que pour son œuvre occitane.

## Biographie

Blason de la famille Tronc de Codolet

À cette occasion, Bonafous nous rappelle un certain nombre d'éléments biographiques : son père, avocat de Salon, se nommait Pierre Tronc de Codolet et avait subi l'imposition d'armoiries pour en être taxé, comme cela se fit sous Louis XIV, dans ce cas :"D'or à un arbre arraché de sinople, au chef de gueules chargé de trois roses d'or". Sa mère s'appelait Marguerite de Faudran de Laval ; Palamède fut le cadet de quatre frères. À partir de 1711 il fut second consul de sa ville. En 1698 il épousa Thérèse de Merendol (décédée en 1722) ; il eut un fils nommé César-Auguste Tronc de Codolet (1771 - 1788).

### Œuvres de Tronc de Codolet
- Tronc de Codolet, Palamède. Lei Fourbaries dau siecle, ou lou troumpo qu poout, coumedio en très actes et en vers pronvençanx, réprésentado à Salon... en 1684, et coumpousado par Palamède TRONC DE CODOLET, natif de la même ville.... Manuscrit disponible en ligne sur gallica.bnf.fr
- Tronc de Codolet, Palamède. Lei fourbaries dau siecle, ou Lou troumpo qu poou : coumedio en tres actes. Coulougno [Cologne] : aquo de J. Marteou, 1757.
- Tronc de Codolet, Palamède - Benazra, Robert. Abrégé de la vie et de l'histoire de Michel Nostradamus : imprimé et manuscrit du XVIIIe siècle . Bruxelles : Ramkat, 2001.